# Bhowani – station i Indien
Bhowani – station i Indien är en brittisk-amerikansk dramafilm från 1956.

## Om filmen
Bhowani – station i Indien regisserades av George Cukor. Den hade svensk premiär den 22 oktober 1956.
Filmen bygger på boken Blandblod av John Masters och handlar om en angloindiska och dennas identitetsproblem i det moderna Indien. Staden Bhowani är fiktiv.
Gene Allen var engagerade i filmproduktionen som art director.

## Rollista (urval)
- Ava Gardner - Victoria Jones
- Stewart Granger - överste Rodney Savage
- Bill Travers - Patrick Taylo
- Marne Maitland - Govindaswami
- George Cukor - man på tåget